# Джагатхі Шрікумар
Джагатхі Шрікумар (*ജഗതി ശ്രീകുമാർ, 5 січня 1951  ) — індійський актор Моллівуду. Знявся у 1100 кінострічках, завядки чому увійшов до Книги рекордів Гіннесса.

## Життєпис
Походив з відомої кералської літературної родини. Син драматурга і письменника Джагатхі Н. Кочукрішнана Ачарі та Прасанни. При народжені отримав ім'я Шрікумар Ачарі. Його батько писав численні сценарії для фільмів та радіо. Тому з самого дитинства мріяв стати кіноактором. Разом з середньою освітою в рідному місті Тируванантапурам, закінчив також модельну школу, де також навчався акторській майстерності. Після чого поступив до коледжу Мар Іваніос, який закінчив зі ступенем бакалавра. Під час навчання в коледжі брав участь у театральних виставах.
Слідом за цим працював працівником в лікарні. У 1974 році розпочав акторську кар'єру невеличкою роллю у кінострічці «Kanyakumari». Більш активно зняв зніматися у другій половині 1970-х років. У 1976 році одружився з акторкою Маллікі Сукумаран, з якою розлучився у 1979 році. Того ж року одружився з Шобхі.
У 1980-х роках доволі активно знімався у фільмах, ставши досить популярним актором особливо в комедійному жанрі. У 1984 році взяв шлюб з третьою дружиною Калою. Більше за все Джагатхі знімався у 2-й половині 1980-х та 1990-х роках. У 1989 році зняв свій перший фільм «Annakutty Kodambakkam Vilikkunnu». У 1990 році знявся в Боллівуді у фільмі «Gulabi Raaten». Того ж року написав сценарій для фільму «Чемпіон Томас». Водночас став співати за кадром у фільмах Моллівуду (загалом їх 10).
Продовжив активно зніматися, особливо в телесеріалах, у 2000—2010 роках. 2005 року знявся в Коллівуді у фільмі мовою тамілі «Aadum Koothu». У 2007 році отримав спеціальний приз журі Кінопремії штату Керала за фільм «Paradesi». Того ж року за ролі у фільмах «Classmates», «Palungu», «Vaastavam» здобув номінацію за найкращу чоловічу роль другого плану премії кінокритиків Керали.
У 2012 році внаслідок дорожньої аварії неподалік від Калікутського університету (місто Малаппурам) суттєво постраждав. Лікування в Калікуті та Веллорі тривала до 2013 року. Втім вже у 2014 році знову доправлено до лікарні у Веллорі. Втім того ж року продовжив зніматися, знявшись у 2 фільмах. Хвороба, викликана травмою зменшило акторську активність. Тому у 2014 році він знявся лише в 1 фільмі — «Malayalakkarcy», але вже у 2015 році — у 3 стрічках.

## Родина
1. Дружина — Малліка Сукумаран
дітей не було
2. Дружина — Шобха
Діти:
- Раджкумар
- Парваті

3. Дружина — Кала
Діти:
- Шрілакшмі